# 光明與黑暗續戰篇 眾神的遺產
《光明與黑暗續戰篇 眾神的遺產》（通称“光明力量”）是遊戲製作公司世嘉的分部Climax（クライマックス）和旗下部門Sonic! Software Planning（現今Camelot）于1992年推出的战棋制电子角色扮演游戏，对应Mega Drive平台。在系列作中擁有無法撼動的人氣，被譽為傑作的戰略RPG遊戲。黑龍被封印的千年之後，為了阻止盧恩法斯特的侵攻，30名光之戰士齊心協力共同戰鬥。